# Leichtathletik-Länderkampf der Männer 1962 Frankreich – BR Deutschland
| 5. Leichtathletik-Länderkampf mit bundesdeutscher Beteiligung 1962 | 5. Leichtathletik-Länderkampf mit bundesdeutscher Beteiligung 1962 |                     |
| ------------------------------------------------------------------ | ------------------------------------------------------------------ | ------------------- |
|                                                                    |                                                                    |                     |
| Ländervergleich der Männer: Frankreich – BR Deutschland            |                                                                    |                     |
| Austragungsort                                                     | Paris                                                              |                     |
| Wettbewerbe                                                        | 20                                                                 |                     |
| Datum                                                              | 29./30. September 1962                                             |                     |
| 1. FRA 2. FRG                                                      | 113 Punkte 098 Punkte                                              |                     |
| Chronik                                                            |                                                                    |                     |
| ← SUI-FRG (M)                                                      | FRA-FRG Geher (M) →                                                | FRA-FRG Geher (M) → |

Der fünfte Vergleich des Länderkampfjahres 1962 war der erste nach den Europameisterschaften von Belgrad. Am 29./30. September trafen die bundesdeutschen Männer zum achtzehnten Mal in einem Zweiländerkampf auf Frankreich. Darüber hinaus hatte es mehrere Sechsländerkämpfe mit deutscher und französischer Beteiligung gegeben. Austragungsort des Aufeinandertreffens war die französische Hauptstadt Paris. Bislang hatte Deutschland noch keine Begegnung mit Frankreich verloren.

## Wettbewerbe und Modus
Auf dem Programm standen die bei Länderkämpfen üblichen zwanzig Disziplinen. Aus dem olympischen Wettbewerbskatalog fehlten nur der Marathonlauf, die beiden Gehdisziplinen und der Zehnkampf. Die Wertung erfolgte in den Einzeldisziplinen nach dem Standardsystem, in den Staffeln wurden die Punkte abweichend vom Standard mit vier zu eins anstelle von fünf zu zwei Punkten vergeben.

## Ergebnis
Die französischen Sportler, die bei den Europameisterschaften zwei Wochen zuvor im Medaillenspiegel auf Rang fünf zwei Plätze hinter Deutschland gelegen hatten, überzeugten mit guten Leistungen. Sie gewannen sieben Einzelläufe bei einem Doppelerfolg, die bundesdeutschen Athleten lagen ohne Doppelerfolg in drei Läufen vorn. Von den Staffeln ging eine an Frankreich und eine an die Bundesrepublik Deutschland. Frankreich entschied alle Sprungwettbewerbe bei einem Doppelerfolg für sich. Nur im Bereich Wurf/Stoß waren die bundesdeutschen Vertreter mit drei Disziplingewinnen erfolgreicher als ihre französischen Kontrahenten, die hier nur den Diskuswurf für sich verbuchen konnten. So musste die bundesdeutsche Mannschaft ihre erste Niederlage in einem Länderkampf gegen Frankreich hinnehmen, die mit 98 zu 113 Punkten deutlich ausfiel. Gleichzeitig war das auch die erste Niederlage des laufenden Länderkampfjahrs.

## Legende
Kurze Übersicht zur Bedeutung der Symbolik – so üblicherweise auch in sonstigen Veröffentlichungen verwendet:
| NMH | keine Höhe (No Mark)  |
| ogV | ohne gültigen Versuch |

## Resultate

### 100 m
| Platz | Athlet           | Land | Zeit (s) |
| ----- | ---------------- | ---- | -------- |
| 1     | Jocelyn Delecour | FRA  | 10,7     |
| 2     | Peter Gamper     | FRG  | 10,7     |
| 3     | Heinz Schumann   | FRG  | 10,8     |
| 4     | Max Rufer        | FRA  | 10,8     |

Datum: 29. September

### 200 m
| Platz | Athlet           | Land | Zeit (s) |
| ----- | ---------------- | ---- | -------- |
| 1     | Jocelyn Delecour | FRA  | 21,2     |
| 2     | Manfred Germar   | FRG  | 21,2     |
| 3     | Heinz Schumann   | FRG  | 21,3     |
| 4     | Claude Piquemal  | FRA  | 21,4     |

Datum: 30. September

### 400 m
| Platz | Athlet             | Land | Zeit (s) |
| ----- | ------------------ | ---- | -------- |
| 1     | Hans-Joachim Reske | FRG  | 46,3     |
| 2     | Germain Nelzy      | FRA  | 47,4     |
| 3     | Johannes Schmitt   | FRG  | 47,8     |
| 4     | Bernard Martin     | FRA  | 49,4     |

Datum: 29. September

### 800 m
| Platz | Athlet           | Land | Zeit (min) |
| ----- | ---------------- | ---- | ---------- |
| 1     | Michel Jazy      | FRA  | 1:47,3     |
| 2     | Herbert Missalla | FRG  | 1:47,9     |
| 3     | Maurice Lurot    | FRA  | 1:48,3     |
| 4     | Jörg Balke       | FRG  | 1:49,3     |

Datum: 29. September

### 1500 m
| Platz | Athlet          | Land | Zeit (min) |
| ----- | --------------- | ---- | ---------- |
| 1     | Michel Jazy     | FRA  | 3:45,3     |
| 2     | Michel Bernard  | FRA  | 3:45,7     |
| 3     | Harald Norpoth  | FRG  | 3:46,3     |
| 4     | Karl Eyerkaufer | FRG  | 3:47,8     |

Datum: 30. September

### 5000 m
| Platz | Athlet         | Land | Zeit (min) |
| ----- | -------------- | ---- | ---------- |
| 1     | Michel Bernard | FRA  | 14:02,6    |
| 2     | Peter Kubicki  | FRG  | 14:02,8    |
| 3     | Robert Bogey   | FRA  | 14:02,8    |
| 4     | Ludwig Müller  | FRG  | 14:34,4    |

Datum: 29. September

### 10.000 m
| Platz | Athlet         | Land | Zeit (min) |
| ----- | -------------- | ---- | ---------- |
| 1     | Robert Bogey   | FRA  | 29:30,8    |
| 2     | Horst Flosbach | FRG  | 29:33,0    |
| 3     | Hamida Addeche | FRA  | 30:05,2    |
| 4     | Gustav Disse   | FRG  | 30:30,2    |

Datum: 30. September

### 110 m Hürden
| Platz | Athlet          | Land | Zeit (s) |
| ----- | --------------- | ---- | -------- |
| 1     | Werner Trzmiel  | FRG  | 14,4     |
| 2     | Marcel Duriez   | FRA  | 14,7     |
| 3     | Klaus Nüske     | FRG  | 14,9     |
| 4     | Bernard Fournet | FRA  | 14,9     |

Datum: 29. September

### 400 m Hürden
| Platz | Athlet             | Land | Zeit (s) |
| ----- | ------------------ | ---- | -------- |
| 1     | Helmut Janz        | FRG  | 50,7     |
| 2     | Emanuel van Praagh | FRA  | 51,4     |
| 3     | Jörg Neumann       | FRG  | 52,5     |
| 4     | Fernand Chatelain  | FRA  | 52,9     |

Datum: 30. September

### 3000 m Hindernis
| Platz | Athlet          | Land | Zeit (min) |
| ----- | --------------- | ---- | ---------- |
| 1     | Guy Texereau    | FRA  | 9:08,6     |
| 2     | Wolfgang Fricke | FRG  | 9:12,0     |
| 3     | Gérard Vervoort | FRA  | 9:18,2     |
| 4     | Hans Widl       | FRG  | 9:19,6     |

Datum: 30. September

### 4 × 100 m Staffel
| Platz | Besetzung      | Land                                                            | Zeit (s) |
| ----- | -------------- | --------------------------------------------------------------- | -------- |
| 1     | Frankreich     | Jean-Paul Lambrot Paul Genevay Claude Piquemal Jocelyn Delecour | 39,9     |
| 2     | BR Deutschland | Klaus Ulonska Peter Gamper Jochen Bender Manfred Germar         | 40,2     |

Datum: 29. September

### 4 × 400 m Staffel
| Platz | Besetzung      | Land                                                               | Zeit (min) |
| ----- | -------------- | ------------------------------------------------------------------ | ---------- |
| 1     | BR Deutschland | Jürgen Kalfelder Jens Ulbricht Johannes Schmitt Hans-Joachim Reske | 3:07,0     |
| 2     | Frankreich     | Emanuel van Praagh Pierre Gaudry Christian Deloffre Germain Nelzy  | 3:09,8     |

Datum: 30. September

### Hochsprung
| Platz | Athlet                | Land | Höhe (m) |
| ----- | --------------------- | ---- | -------- |
| 1     | Raymond Dugarreau     | FRA  | 2,07     |
| 2     | Wolfgang Schillkowski | FRG  | 2,01     |
| 3     | Herbert Hopf          | FRG  | 1,95     |
| NMH   | Gilbert Valleys       | FRA  | ogV      |

Datum: 29. September

### Stabhochsprung
| Platz | Athlet           | Land | Höhe (m) |
| ----- | ---------------- | ---- | -------- |
| 1     | Maurice Houvion  | FRA  | 4,55     |
| 2     | Bernard Balastre | FRA  | 4,50     |
| 3     | Klaus Lehnertz   | FRG  | 4,50     |
| 4     | Dieter Möhring   | FRG  | 4,45     |

Datum: 30. September

### Weitsprung
| Platz | Athlet          | Land | Weite (m) |
| ----- | --------------- | ---- | --------- |
| 1     | Ali Brakchi     | FRA  | 7,70      |
| 2     | Jörg Jüttner    | FRG  | 7,60      |
| 3     | Ingo Schönewolf | FRG  | 7,44      |
| 4     | Alain Veron     | FRA  | 7,20      |

Datum: 30. September

### Dreisprung
| Platz | Athlet           | Land | Weite (m) |
| ----- | ---------------- | ---- | --------- |
| 1     | Éric Battista    | FRA  | 15,82     |
| 2     | Hans-Jörg Müller | FRG  | 15,37     |
| 3     | Alain Romarin    | FRA  | 15,22     |
| 4     | Günter Zeiß      | FRG  | 15,20     |

Datum: 29. September

### Kugelstoßen
| Platz | Athlet              | Land | Weite (m) |
| ----- | ------------------- | ---- | --------- |
| 1     | Dietrich Urbach     | FRG  | 17,33     |
| 2     | Pierre Colnard      | FRA  | 17,30     |
| 3     | Jean-Claude Ernwein | FRA  | 17,03     |
| 4     | Helmut Diehl        | FRG  | 15,90     |

Datum: 29. September

### Diskuswurf
| Platz | Athlet         | Land | Weite (m) |
| ----- | -------------- | ---- | --------- |
| 1     | Pierre Alard   | FRA  | 55,32     |
| 2     | Jens Reimers   | FRG  | 54,09     |
| 3     | Josef Klik     | FRG  | 52,06     |
| 4     | Gérard Pierron | FRA  | 50,28     |

Datum: 30. September

### Hammerwurf
| Platz | Athlet           | Land | Weite (m) |
| ----- | ---------------- | ---- | --------- |
| 1     | Hans Fahsl       | FRG  | 62,81     |
| 2     | Guy Husson       | FRA  | 61,69     |
| 3     | Heinrich Liewald | FRG  | 56,16     |
| 4     | Oscar Kasperski  | FRA  | 55,78     |

Datum: 29. September

### Speerwurf
| Platz | Athlet          | Land | Weite (m) |
| ----- | --------------- | ---- | --------- |
| 1     | Hermann Salomon | FRG  | 77,07     |
| 2     | Michel Macquet  | FRA  | 76,14     |
| 3     | Rolf Herings    | FRG  | 74,58     |
| 4     | Léon Syrovatski | FRA  | 72,87     |

Datum: 30. September